# Lake Mills (hrabstwo Jefferson)
Lake Mills – miasto w Stanach Zjednoczonych, w stanie Wisconsin, w hrabstwie Jefferson.